# Rodna (gmina)
Rodna – gmina w Rumunii, w okręgu Bistrița-Năsăud. Obejmuje miejscowości Rodna i Valea Vinului. W 2011 roku liczyła 5777 mieszkańców.

## Współpraca
Miejscowość partnerska:
- Illgau, Szwajcaria